# Gottfried Möllenstedt
Gottfried Möllenstedt (* 14. September 1912 in Versmold; † 11. September 1997 in Tübingen) war ein deutscher Physiker und Professor sowie Lehrstuhlinhaber an der Eberhard-Karls-Universität Tübingen. Von 1966 bis 1968 war er deren Rektor. Sein Hauptarbeitsgebiet war die Elektronenphysik. Er entwickelte einen Elektronen-Biprisma-Interferenzen- und Energie-Analysator.

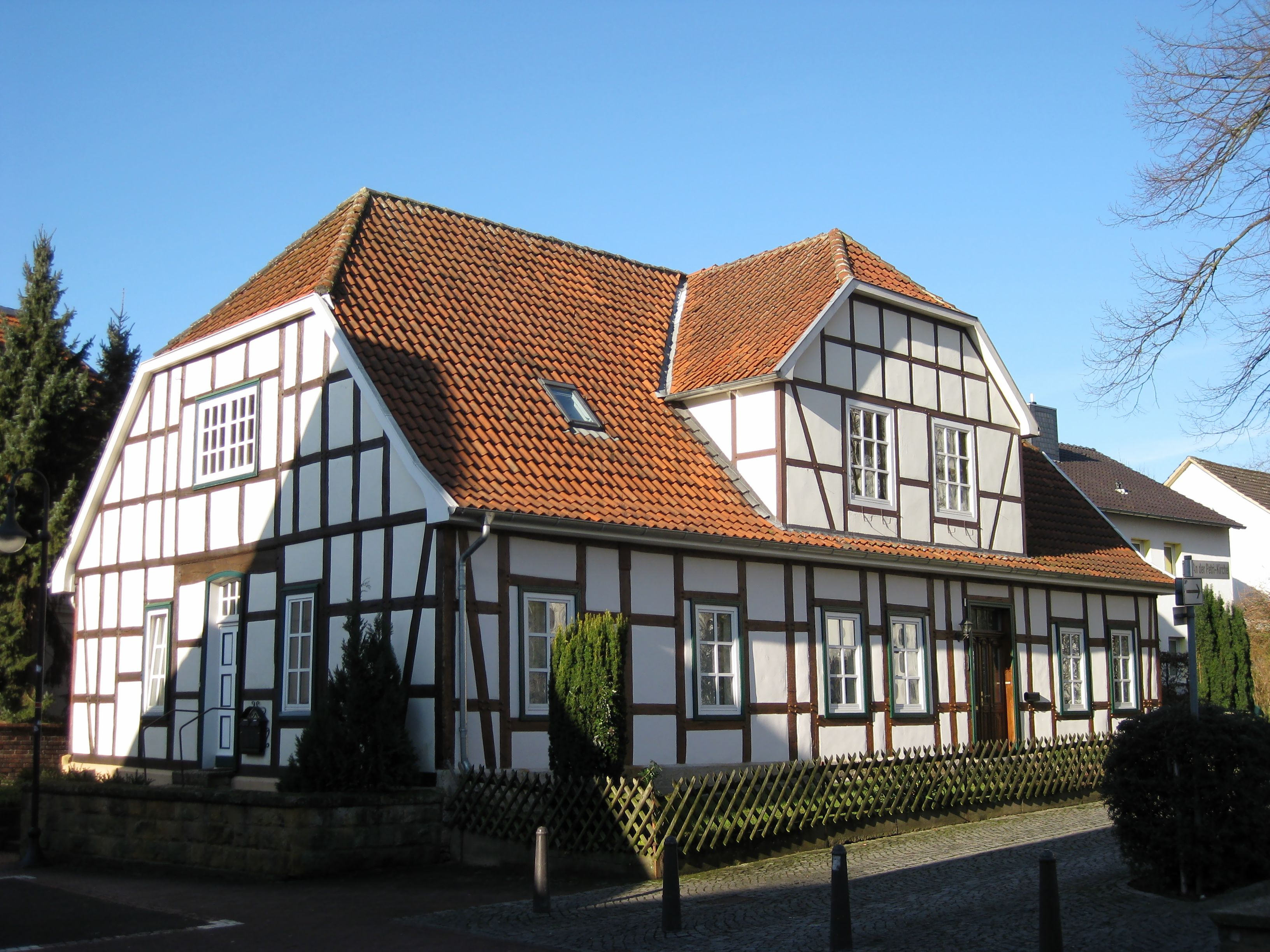
Geburtshaus von Gottfried Möllenstedt in Versmold

## Leben
Gottfried Möllenstedt, geboren 1912 in Versmold in Westfalen, hatte zwei Schwestern und fünf Brüder und war das vierte von acht Kindern des im Kantorhaus von Versmold lebenden evangelischen Lehrers, Kantors und Konrektors Johann Heinrich Möllenstedt und seiner Ehefrau Katharine Ch. Alwine Möllenstedt, geborene Schulte zur Surlage. Möllenstedt besuchte zunächst die Volks- und später eine Privatschule in Versmold, um dann in der Städtischen Helmholtz-Oberrealschule in Bielefeld das Abitur abzulegen. Er wollte zuerst Flugzeugingenieur werden, wandte sich dann aber beeindruckt durch seine akademischen Lehrer Walther Kossel und Eberhard Buchwald 1934 der Physik zu. Unter Walther Kossel bestand er an der TH Danzig, wo er von 1938 bis 1944 Assistent war, 1939 die Diplom-Hauptprüfung (Dipl.-Ing.) und promovierte bei ihm mit der Dissertation Messungen an den Interferenzerscheinungen im konvergenten Elektronenbündel zum Dr.-Ing. am 17. Dezember 1940. Zunächst war Gottfried Möllenstedt jedoch in seinen Anfangssemestern eher auffällig geworden durch seine sportlichen Aktivitäten in den Kurzstrecken und mit 10,6 s auf 100 m seinerzeit als „schnellster Sprinter Danzigs“ sogar in der Vorrundenauswahl zur Olympiade von 1936. Am 11. Oktober 1940 heiratete er in Danzig die Lehrerin Dorothea Tanner. Von 1939 bis 1945 war er in Danzig wissenschaftlicher Assistent von Kossel und wurde am 30. Januar 1945 mit der Inauguralarbeit Neue Anwendungen geometrischer Elektronen-Optik bei Interferenzproblemen zum Privatdozenten Dr.-Ing. habil. ernannt. Anfang Februar 1945 verließ das Physikalische Institut unter Walther Kossel zusammen mit Möllenstedt die bedrängte Stadt Danzig auf dem Fluchtschiff Deutschland, um über Kiel in Schmalkalden in Thüringen ein Ausweichlabor, die Forschungsstelle für Metalle an der Salzbrücke, aufzubauen, von wo aus etwa 70 Wissenschaftler am 23. Juni 1945 durch die amerikanische Militärverwaltung in die Internierung nach Heidenheim gebracht werden. Seine Internierung endet im Oktober 1945. In Heidenheim war er von 1945 bis 1947 als freier Forscher tätig.
1947 erhielt Möllenstedt eine erste Anstellung als wissenschaftlicher Mitarbeiter und bis 1953 Abteilungsleiter der Laboratorien für Elektronik der süddeutschen Laboratorien (SDL) von AEG/Zeiss in Mosbach und pflegte weiterhin den Kontakt zu W. Kossel in Tübingen. Im Frühjahr 1950 berief man ihn zum Dozenten für Experimentalphysik der Mathematisch-Naturwissenschaftlichen Fakultät der Eberhard-Karls-Universität Tübingen, 1953 zum außerordentlichen Professor für Angewandte Physik und 1960 zum ordentlichen Professor und Direktor des Instituts für Angewandte Physik. 1963 wurde Gottfried Möllenstedt Dekan der Mathematisch-Naturwissenschaftlichen Fakultät und organisierte im gleichen Jahr auch noch die Jubiläumsfeiern ihres 100-jährigen Bestehens (die älteste naturwissenschaftliche Fakultät in Deutschland). In den Jahren 1966 bis 1967 und nach Wiederwahl 1967 bis 1968 war er Rektor der Universität. Zwischen 1963 und 1971 übernahm er zudem das Amt des kommissarischen Direktors des vakanten Astronomie-Lehrstuhls der Universität Tübingen. Ab 1964 wurde er für sechs Jahre Vorsitzender der Baukommission der Universität Tübingen und konnte 1972 das neu errichtete Institut für Angewandte Physik auf der Morgenstelle beziehen. 1980 wurde Gottfried Möllenstedt emeritiert und starb am 11. September 1997 nach langer schwerer Krankheit in Tübingen. Unter den Trauernden auf dem Bergfriedhof in Tübingen befanden sich auch seine Frau Dorothea und seine beiden Söhne Ulrich und Manfred Möllenstedt.
Möllenstedt hatte mit seinem Institut international eine Führungsrolle auf seinem Forschungsgebiet und verfasste als Autor oder Ko-Autor rund 200 wissenschaftliche Arbeiten. Darüber hinaus etwa 250 Diplom- und öffentliche Prüfungsarbeiten und noch einmal rund 100 Doktorarbeiten und etwa ein Dutzend Habilitationen betreut.

## Werk
Schon in Danzig befasst er sich in seiner Diplomarbeit mit der Elektronenbeugung, und seine Beugungsmuster wurden bereits Kossel-Möllenstedt-Interferenzen genannt. Ein von ihm 1948/49 entwickelter hochauflösender Geschwindigkeits- bzw. Energie-Analysator für Elektronen (Möllenstedtscher Geschwindigkeitsanalysator) ermöglichte die Beobachtung von Plasmonen, die charakteristische Energieverluste der Elektronen beim Durchgang durch Festkörper verursachen. 1950 machte Gottfried Möllenstedt noch in Mosbach eine folgenreiche Beobachtung, bei der ein Elektronenstrahl ungewollt durch einen dünnen Wolframdraht gespalten wird und ein Doppelbild erzeugt. Aus diesem Effekt entwickelte er das Möllenstedt'sche Biprisma, mit dem 1954 sein Doktorand Heinrich Düker (1923–1985) ein erstes Interferenzbild erhält, weil ein mit Gold bedampfter Spinnenfaden (später Glasfaden) den Elektronenstrahl teilt und bei seiner positiven Aufladung die Teilbündel wieder zur Überlappung und damit zur Interferenz bringt. 1956 bedankt sich Louis de Broglie für die experimentelle Bestätigung der Gültigkeit seiner Formel für die Elektronen-Wellenlänge λ = h / (m · v) mittels eines durch Zylinderlinsen verbesserten Biprismas. Dieses Prisma macht Gottfried Möllenstedt zum Pionier der Elektronen-Interferometrie, und viele wellenoptische Phänomene von Elektronen wurden hiermit in der Folgezeit an seinem Institut in Tübingen untersucht. Für seine Experimente entwickelte er um 1960 zusammen mit R. Speidel die Elektronen- und Ionenstrahl-Lithographie, wenig später gelangen ihm zusammen mit seinem Doktoranden, dem späteren Tübinger Professor für Kristallographie und Mineralogie Werner Bayh (* 1928) Biprisma-Interferenzen mit weit getrennten kohärenten Elektronen-Teilbündeln und 1962 Nachweis und Messung der kontinuierlichen Phasenschiebung von Elektronenwellen im kraftfeldfreien Raum durch das magnetische Vektorpotential einer Luftspule (Aharonov-Bohm-Effekt). Er betreute als Doktorvater ein von Claus Jönsson im Jahr 1959 durchgeführtes Experiment zur Interferenz von Elektronen am freitragenden Doppelspalt. Dieses wurde 2002 in einer Umfrage von „Physics World“, herausgegeben von der Englischen Physikalischen Gesellschaft, zum schönsten physikalischen Experiment aller Zeiten gewählt. Weiterhin entstanden an seinem Institut Fresnel'sche Zonenplatten für weiche Röntgenstrahlung und zusammen mit Hannes Lichte grundlegende Arbeiten zur Elektronen-Holographie.
Die zum Beispiel in der Werkstoffanalyse benutzten Elektronen-Mikrosonden, die auf dem Prinzip der Beugung mit konvergenten Bündeln (Mikrobeugung, convergent beam diffraction, CBD) beruhen, erzeugen je nachdem ob die Bestrahlungs-Apertur der einfallenden Elektronen kleiner oder größer als der Beugungswinkel ist getrennte Beugungsscheiben (Kossel-Möllenstedt-Diagramm, falls die Apertur kleiner als der Beugungswinkel ist) oder überlappende Beugungsscheiben (Kossel-Diagramm, falls die Apertur größer als der Beugungswinkel ist).

## Ehrungen und Mitgliedschaften
1938 wurde Gottfried Möllenstedt Mitglied in der Deutschen Physikalischen Gesellschaft (DPG), 1958 Vorsitzender der Deutschen Gesellschaft für Elektronenmikroskopie (DGE), 1969 Vertrauensmann der Deutschen Forschungsgemeinschaft an der Universität Tübingen, 1973 Vertreter der Universität im Universitätsbund, 1979 Mitglied der Deutschen Akademie der Naturforscher Leopoldina und 1986 Ehrenmitglied der japanischen Gesellschaft für Elektronenmikroskopie.
1961 erhielten G. Möllenstedt und R. Speidel auf der International Solid State Circuit Conference in Philadelphia den Outstanding Award für die Entwicklung der Elektronenstrahl-Lithographie. 1987 wurde der Europäische Wissenschaftspreis der Hamburger Körber-Stiftung an zwei Forschergruppen (eine in Finnland und eine in Deutschland) verliehen u. a. auch an Möllenstedt. 1995 erhielt Gottfried Möllenstedt die Cothenius-Medaille der Deutschen Akademie der Naturforscher Leopoldina für seine Pionierarbeiten auf dem Gebiet der Elektronenoptik und Elektronenmikroskopie.

## Schriften
- Messungen an den Interferenzerscheinungen im konvergenten Elektronenbündel, Annalen der Physik, Band 40, 1941, S. 17–43
- Präzisionsvergleich von Gitterkonstanten mittels Lochkamera-Interferenzen, Optik, Band 1 , 1946, S. 76–84
- Kinematographie und vollautomatische Serienaufnahmen schnell veränderlicher Elektronen-Interferenzen, Optik, Band 3 , 1948, S. 68–74
- mit F. Heise: Die elektrostatische Linse als hochauflösender Geschwindigkeits-Analysator, Physikalische Blätter, Band 5, 1949, S. 80–93
- Optik des Elektronen-Zwischen-Beschleunigers für Abbildung, Beugung und Spektrometrie, Phys. Verh. 3, 9 , 1952
- Diskrete Energieverluste von 35 keV-Elektronen bei Wechselwirkung mit Atomen und Molekülen, Zeitschrift für Naturforschung, Band 7A, 1952, S. 465–470
- mit M. Keller; Elektronen-interferometrische Messung des inneren Potentials, Zeitschrift für Physik, Band 148, 1957, S. 34–37
- mit R. Speidel und W. Koch: Stehende Wellen nach O. Wiener, elektronen-optisch sichtbar gemacht, Zeitschrift für Physik, Band 149, 1957, S. 377–382
- mit R. Buhl: Ein Elektronen-Interferenz-Mikroskop. In: Physikalische Blätter. August 1957
- mit C. Jönsson: Elektronen-Mehrfachinterferenzen an regelmäßig hergestellten Feinspalten, Zeitschrift für Physik, Band 155, 1959, S. 472–474
- mit R. Speidel: Elektronenoptischer Mikroschreiber unter elektronenmikroskopischer Arbeitskontrolle: (Informations-Speicherung auf kleinstem Raum). In: Physikalische Blätter. Band 16, April 1960, S. 192–198
- mit Werner Bayh Elektronen-Biprisma-Interferenzen mit weit getrennten kohärenten Teilbündeln. In: Die Naturwissenschaften. Band 48, 1961, S. 400
- mit Werner Bayh Messung der kontinuierlichen Phasenschiebung von Elektronenwellen im kraftfeldfreien Raum durch das magnetische Vektorpotential einer Luftspule. In: Die Naturwissenschaften. Band 49, 1962, S. 81
  - mit Werner Bayh: Kontinuierliche Phasenschiebung von Elektronenwellen im kraftfeldfreien Raum durch das magnetische Vektorpotential eines Solenoids. In: Physikalische Blätter. Band 18, Juli 1962, S. 299–305.
- mit F. Lenz: Electron Emission Microscopy. In: Advances in Electronics. Band 18, 1963.
- mit K. H. v. Grote und C. Jönsson: Production of Fresnel Zone Plates for Extreme Ultraviolet and Soft X Radiation, X-Ray Optics and X-Ray Microanalysis, in H. Pattee u. a. (Hrsg.), X-Ray Optics and X-Ray Microanalysis, Academic Press, New York 1963, S. 73–79.
- Neue Anwendungen des freien Elektrons in Physik und Technik. 1967.
- mit H. Wahl: Elektronen-Holographie und Rekonstruktion mit Laserlicht. In: Die Naturwissenschaften. Band 55, 1968, S. 340–341.
- mit H. Lichte und H. Wahl: A Michelson Interferometer Using Electron Waves. In: Zeitschrift für Physik. Band 249, 1972, S. 456–461.
- mit H. Lichte: Young – Fresnelscher Interferenzversuch mit zwei nebeneinander stehenden Spiegeln für Elektronenwellen, Optik, Band 51, 1978, S. 423–428.